# كراتو
كراتو هي بلدية في البرازيل، تتبع سيارا، بلغ عدد سكانها 121٬428  نسمة، في 2010، تبلغ مساحتها 1٬009٫202 كيلومتر مربع، رمزها البريدي هو 63.100-000 a 63.139-999.

## الموقع
تشترك في الحدود مع:
- Barbalha [الإنجليزية]‏
- Farias Brito [الإنجليزية]‏.

## أعلام
- ماركوس فينانسيو دي ألبوكيركي
- كاميلو سانتانا